# جرج هاجسون
جرج هاجسون (انگلیسی: George Hodgson) یک شناگر اهل کشور کانادا بوده است.
وی توانسته است مدال طلای شنا ۴۰۰ متر آزاد و ۱۵۰۰ متر آزاد بازی‌های المپیک تابستانی ۱۹۱۲ را کسب کند.